# Le Lys brisé (film, 1911)
 (juillet 2025).
Pour les articles homonymes, voir Le Lys brisé.
Pour plus de détails, voir Fiche technique et Distribution.
Le Lys brisé est un film muet français réalisé par Léonce Perret, sorti en 1911.

## Fiche technique
- Titre : Le Lys brisé
- Réalisation : Léonce Perret
- Scénario :  Léonce Perret
- Photographie : Georges Specht
- Société de production : Société des Etablissements L. Gaumont
- Société de distribution : Comptoir Ciné-Location
- Langue : film muet avec les intertitres en français
- Pays d'origine :  France
- Format : Noir et blanc — 35 mm — 1,33:1 — Muet
- Genre :
- Métrage : 224 mètres
- Durée : 7 minutes
- Dates de sortie :
  -  France : 18 mars 1911

## Distribution
- Fabienne Fabrèges :
- Jeanne Marie-Laurent :
- Yvette Andréyor :
- Renée Carl :
- Léonce Perret : le docteur